# Šípy
Šípy (německy Schippen) jsou obec v okrese Rakovník ve Středočeském kraji. Leží zhruba třináct kilometrů jihozápadně od Rakovníka. Žije zde 157 obyvatel.

## Historie
První písemná zmínka o Šípech pochází z roku 1363, kdy vesnice byla ke křivoklátskému panství. V roce 1363 ji držel Hynek Hronovec společně s Krakovem. Ve druhé polovině čtrnáctého století se stala příslušenstvím Krakovce.
V obci Šípy (přísl. Bělbožice, 326 obyvatel) byly v roce 1932 evidovány tyto živnosti a obchody: cihelna, družstvo pro rozvod elektrické energie v Šípech, 2 hostince, kovář, obchod se smíšeným zbožím, spořitelní a záložní spolek pro Šanov, 2 trafiky, velkostatek Spěváčkovi.

## Obyvatelstvo
| Rok            | 1869 | 1880 | 1890 | 1900 | 1910 | 1921 | 1930 | 1950 | 1961 | 1970 | 1980 | 1991 | 2001 | 2011 | 2021 |
| -------------- | ---- | ---- | ---- | ---- | ---- | ---- | ---- | ---- | ---- | ---- | ---- | ---- | ---- | ---- | ---- |
| Počet obyvatel | 535  | 471  | 486  | 468  | 455  | 459  | 454  | 314  | 316  | 252  | 203  | 219  | 161  | 150  | 156  |
| Počet domů     | 79   | 80   | 81   | 82   | 82   | 83   | 91   | 95   | 87   | 76   | 67   | 82   | 84   | 83   | 84   |

## Obecní správa

### Územněsprávní začlenění
Dějiny územněsprávního začleňování zahrnují období od roku 1850 do současnosti. V chronologickém přehledu je uvedena územně administrativní příslušnost obce v roce, kdy ke změně došlo:
- 1850 země česká, kraj Plzeň, politický a soudní okres Kralovice[8]
- 1855 země česká, kraj Plzeň, soudní okres Kralovice
- 1868 země česká, politický a soudní okres Kralovice
- 1939 země česká, Oberlandrat Plzeň, politický a soudní okres Kralovice[9]
- 1942 země česká, Oberlandrat Plzeň, politický a soudní okres Kralovice[10]
- 1945 země česká, správní a soudní okres Kralovice[11]
- 1949 Plzeňský kraj, okres Plasy[12]
- 1960 Středočeský kraj, okres Rakovník
- k 1. lednu 1980 Středočeský kraj, okres Rakovník, obec Čistá[13]
- k 24. listopadu 1990 Středočeský kraj, okres Rakovník[13]
- 2003 Středočeský kraj, obec s rozšířenou působností Rakovník

### Části obce
Obec Šípy se skládá ze tří částí na dvou katastrálních územích:
- Šípy (i název k. ú.)
- Bělbožice (leží v k. ú. Šípy)
- Milíčov (i název k. ú.)

### Obecní symboly
Znak a vlajka byly obci uděleny rozhodnutím předsedy Poslanecké sněmovny Parlamentu České republiky dne 20. ledna 2005.

## Doprava
Do vesnice vedou silnice III. třídy. Železniční trať ani stanice na území obce nejsou. Nejbližší železniční stanicí je Čistá ve vzdálenosti čtyř kilometrů na trati Rakovník–Kralovice. V roce 2024 v obci zastavovala autobusová linka Rakovník-Čistá, Kůzová (v pracovních dnech tři spoje, dopravce Transdev Střední Čechy v síti PID). O víkendech byla obce bez dopravní obsluhy.

## Pamětihodnosti
- barokní socha svatého Jana Nepomuckého z roku 1724[15] na návsi
- pomník obětem první světové války